# Неф (Німеччина)
Неф (нім. Neef) — громада в Німеччині, розташована в землі Рейнланд-Пфальц. Входить до складу району Кохем-Целль. Складова частина об'єднання громад Цель (Мозель).
Площа — 6,51 км2. Населення становить 430 ос. (станом на 31 грудня 2020).

## Галерея

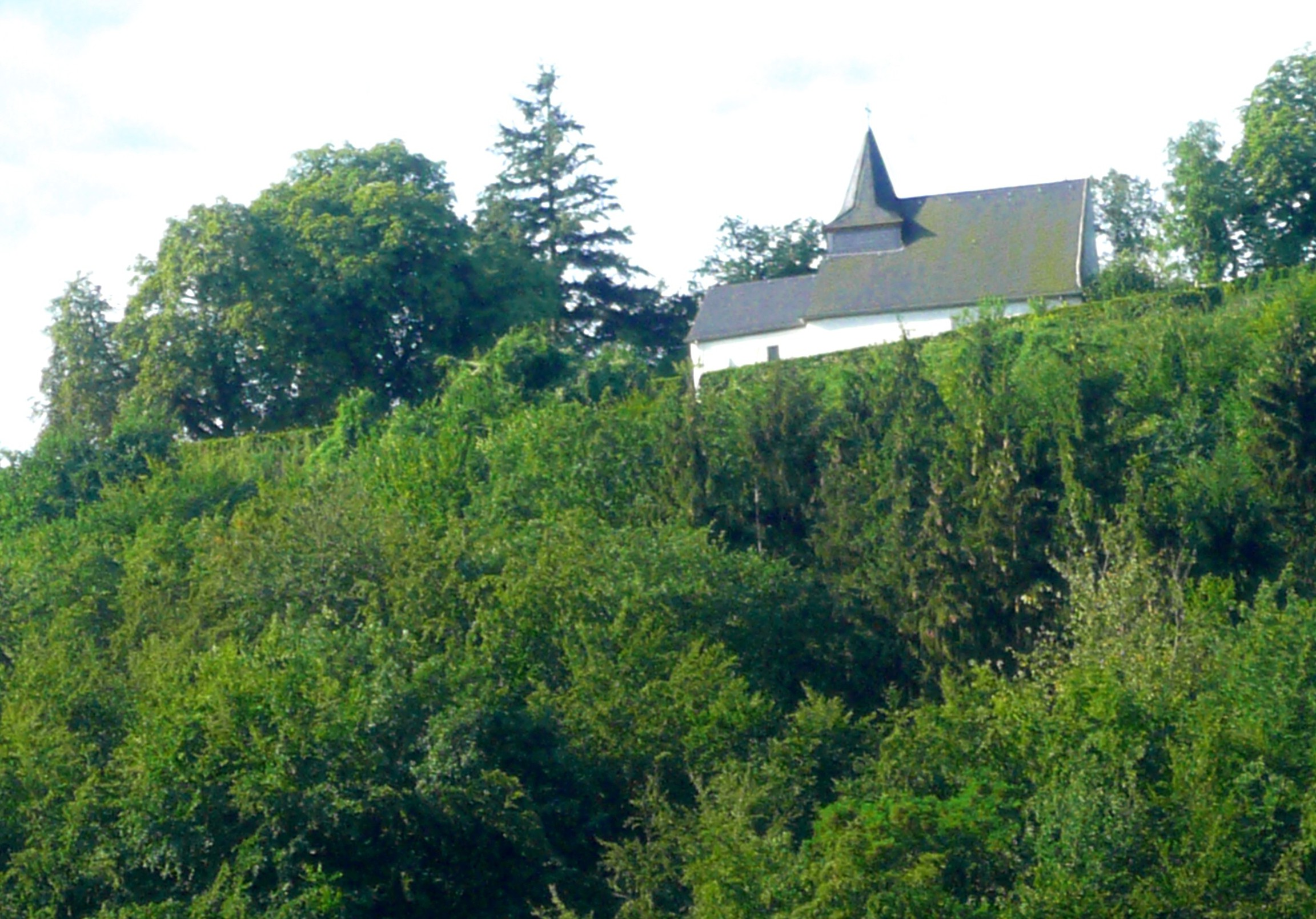